# 東陽寺 (春日部市)
東陽寺（とうようじ）は、埼玉県春日部市にある曹洞宗の寺院。

## 歴史
文明年間（1469年 - 1487年）に開山された。当初は春日部八幡神社の隣に位置していた。しかし1624年（寛永元年）の火災で焼失したため、1662年（寛文2年）に現在地で再建された。
1689年（元禄2年）、松尾芭蕉は奥の細道の旅の途上、当寺に宿泊したといわれている。芭蕉の弟子の河合曾良は、『曾良旅日記』にて「（三月）廿七日夜カスカヘニ泊ル」と記している。境内には、その一節が刻まれた記念碑が建てられている。

## 交通アクセス
- 春日部駅より徒歩17分。